# Federación Nacional de Comerciantes

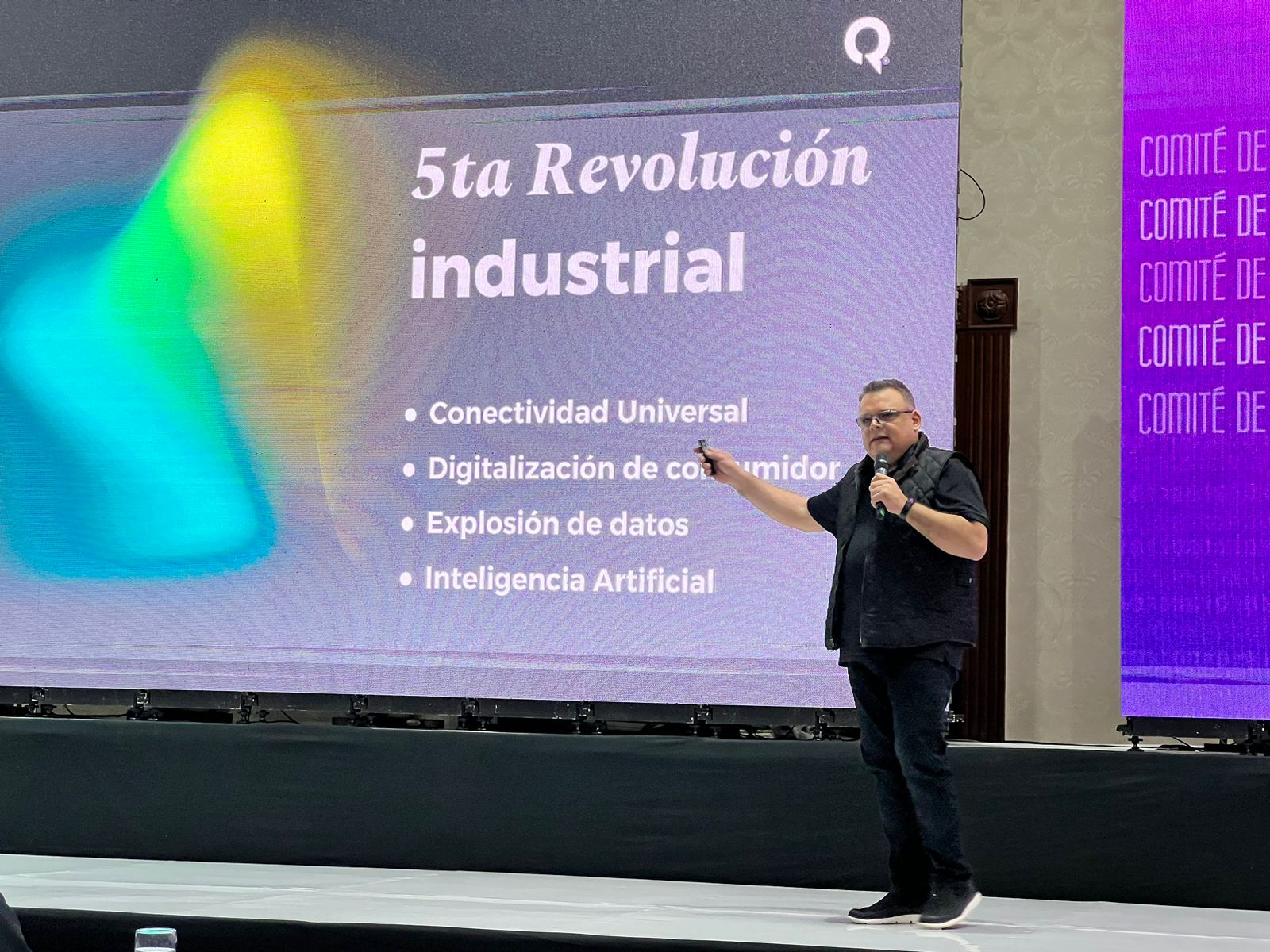
Internationaler Fenalco-Kongress

Fenalco (Federación Nacional de Comerciantes) ist der nationale Verband der Händler in Kolumbien. Er hat seinen Sitz in Bogotá.
Fenalco wurde 1945 gegründet, um die Interessen des Handelssektors zu vertreten und zu fördern. Er zählt zu den mächtigsten Interessenverbänden Kolumbiens.
Fenalco unterstützt seine Mitglieder, die hauptsächlich aus Unternehmen und Händlern bestehen, durch verschiedene Dienstleistungen, einschließlich Beratung, rechtlicher Unterstützung und Schulungen. Zudem setzt sich Fenalco für bessere Handelsbedingungen und die Stärkung der kolumbianischen Wirtschaft ein, indem es den Dialog zwischen der Regierung und dem Privatsektor fördert. Der Verband spielt eine wichtige Rolle in der kolumbianischen Handelslandschaft und ist in verschiedenen Regionen des Landes mit zahlreichen Niederlassungen präsent.